# Poris Plawad
Poris Plawad is een bestuurslaag in het regentschap Tangerang van de provincie Banten, Indonesië. Poris Plawad telt 14.795 inwoners (volkstelling 2010).